# Саратовский сельсовет (Курганская область)
Сара́товский сельсовет — упразднённые административно-территориальная единица и муниципальное образование со статусом сельского поселения в составе Макушинского района Курганской области России в связи с преобразованием района в Макушинский муниципальный округ.  
Административный центр — село Клюквенное.

## История
В соответствии с Законом Курганской области от 6 июля 2004 года № 419 сельсовет наделён статусом сельского поселения.

## Население
| 1989 | 2002  | 2010 | 2012 | 2013 | 2014 | 2015 |
| ---- | ----- | ---- | ---- | ---- | ---- | ---- |
| 1195 | ↘1081 | ↘720 | ↘685 | ↘632 | ↘581 | ↘556 |
| 2016 | 2017  | 2018 | 2019 | 2020 |      |      |
| ↘531 | ↘504  | ↗505 | ↘488 | ↘449 |      |      |

## Состав сельского поселения
| № | Населённый пункт | Тип населённого пункта       | Население |
| - | ---------------- | ---------------------------- | --------- |
| 1 | Бородинка        | деревня                      | ↘85       |
| 2 | Клюквенное       | село, административный центр | ↘417      |
| 3 | Неверовское      | станица                      | ↘218      |